# Fernand Defuisseaux
Pour les articles homonymes, voir Defuisseaux.
Fernand Defuisseaux (Mons, 4 janvier 1848 - Mons, 29 juin 1912), est un industriel et homme politique belge du Parti libéral puis du Parti ouvrier belge (POB).

## Biographie
Fernand Defuisseaux (ou de Fuisseaux), né à Mons le 4 janvier 1848, est le fils de Nicolas Defuisseaux, homme politique et industriel belge, et d'Éléonore Messines. Son grand-père a été le premier maire républicain de Mons à la suite de l'annexion de la Belgique à la France. Il est issu d'une famille de libres penseurs et est le frère cadet d'Alfred et Léon Defuisseaux, hommes politiques belges. Le 18 novembre 1882, il épouse à Mons Louise Lescarts, fille d'Arthur Lescarts, avocat, industriel, député et bourgmestre de Mons.
Il a brièvement comme précepteur Paul Janson. 
Contrairement à ses deux ainés, Fernand Defuisseaux ne choisit pas de faire carrière comme avocat au barreau mais de reprendre la direction de la fabrique de céramique familiale située à Baudour. En 1883, il rachète les parts de ses frères et devient seul propriétaire des usines Defuisseaux qu’il transforme, en 1898, en SA Produits céramiques de Baudour. Les manufactures Defuisseaux occupent le premier rang dans la production de porcelaine aussi bien à usage domestique (vaisselle, poupées, etc.) qu'à usage industriel (téléphonie, télégraphe, électricité, etc.).
Comme ses frères, il s'implique en politique. Il est élu conseiller provincial du Parti libéral « progressiste » pour le canton de Lens de 1883 à 1894.  Il quitte ensuite les rangs libéraux pour rejoindre le POB dont il sera sénateur pour l’arrondissement de Mons-Soignies à partir du 3 juillet 1900. Réélu en 1912, il décède avant d’avoir pu prêter serment et est remplacé par Fernand Mosselman.
À la suite de son décès à Mons le 29 juin 1912, il est inhumé au cimetière de Mons.